# 圣康坦拉沙巴讷
圣康坦拉沙巴讷（法語：Saint-Quentin-la-Chabanne，法語發音：[sɛ̃ kɑ̃tɛ̃ la ʃaban]）是法国克勒兹省的一个市镇，属于欧比松区。

## 地理
圣康坦拉沙巴讷（45°51'52"N, 2°9'19"E）面积29.59 平方千米，位于法国新阿基坦大区克勒兹省，该省份为法国中部省份，位于法國中央高原西北部，北起安德尔省和谢尔省，西接维埃纳省，南至科雷兹省，东临多姆山省，东北与阿列省接壤。
与圣康坦拉沙巴讷接壤的市镇（或旧市镇、城区）包括：欧比松、克罗兹、费勒坦、日乌、穆捷罗泽耶、拉努阿耶、普桑日、圣弗里翁、圣马克阿弗龙日耶、瓦利耶尔。

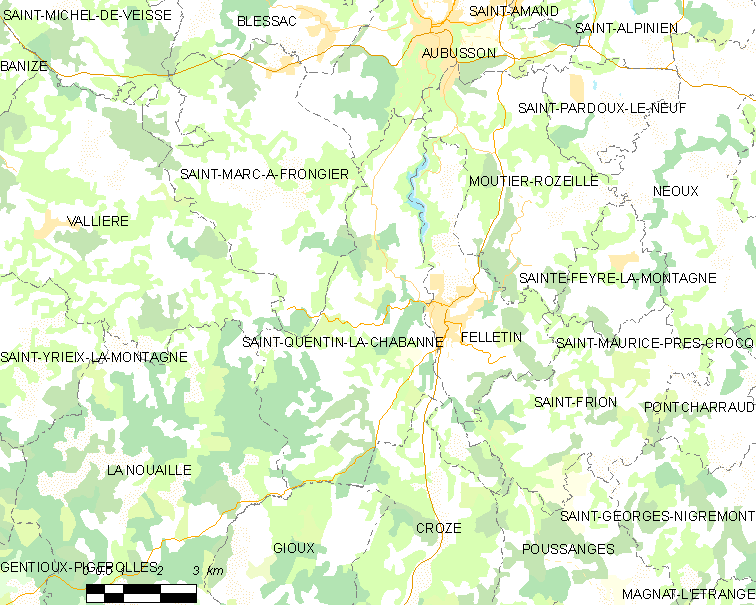
圣康坦拉沙巴讷的OSM定位图

圣康坦拉沙巴讷的时区为UTC+01:00、UTC+02:00（夏令时）。

## 行政
圣康坦拉沙巴讷的邮政编码为23500，INSEE市镇编码为23238。

## 政治
圣康坦拉沙巴讷所属的省级选区为费勒坦县。

## 人口

1962-2008年间圣康坦拉沙巴讷人口变化图示

圣康坦拉沙巴讷于2022年1月1日时的人口数量为368人。